# Квасков, Михаил Александрович
Михаил Александрович Квасков (1876 — ?) — врач, депутат Государственной думы I созыва от Смоленской губернии

## Биография
Происходил из купеческой семьи. Окончил Смоленскую классическую гимназию с золотой медалью. Учился на медицинском факультете Московского университета, в 1899 исключен за «неблагонадежность» "без права поступления". Год учился в Бреславльском университете. При новом министре просвещения П. С. Ванновском снова был принят в Московский университет. Окончил его в 1901.
C 1901 г. врач Смоленской губернской земской больницы. Член общества врачей и общества публичной библиотеки. Член «Союза освобождения», участник земско-городских съездов в Москве. С 1904 гласный Смоленской городской думы. В дни октябрьских погромов в Смоленске в 1905 избран председателем думской комиссии по охране безопасности города. Если о смоленском погроме 1904 года С. Я. Маршак писал "Сейчас я получил известье о страшных погромах в Смоленске, Полоцке, Невеле. Что-то будет? Ведь евреям и обороняться нельзя! Ужас.", то, как сообщают источники тех лет, "Энергичной работе комиссии [возглавляемой Квасковым] Смоленск обязан тем, что ужасы кровавых погромов [в 1905 году] его миновали". Квасков — активный член Смоленского комитета Конституционно-демократической партии.
14 апреля 1906 избран в Государственную думу I созыва от общего состава выборщиков Смоленского губернского избирательного собрания. Входил в Конституционно-демократическую фракцию. По своим убеждениям принадлежал к левому крылу партии "Народной Свободы". Секретарь 7-го отдела Думы. Докладчик 7-го отдела по проверке прав членов Государственной думы. Подписал законопроект «О гражданском равенстве».
10 июля 1906 года в г. Выборге подписал "Выборгское воззвание" и осужден по ст. 129, ч. 1, п. п. 51 и 3 Уголовного Уложения, приговорён к 3 месяцам тюрьмы и лишён права баллотироваться на любые выборные должности.
После Февральской революции 1917 инициатор восстановления в Смоленске городской организации конституционных-демократов, на первом её собрании единогласно избран председателем временного, затем и постоянного комитета партии.
Дальнейшая судьба неизвестна.

## Семья
- Брат — А. А. Квасков, член Смоленской городской управы[4].